# Autoroute A1 (Algérie)
Pour les articles homonymes, voir Autoroute A1 et Autoroute Nord-Sud.
L'autoroute A1 (appelée également Autoroute Nord-Sud) est une autoroute de 248 km, en service en Algérie depuis 2020. Elle fait partie de la route transaharienne qui après comporte cette autoroute jusqu’à Boughezoul puis en une voie expresse jusqu’à El Menea et enfin une route à 2x1 voie jusqu’à la frontière avec le Niger,,.

## Projet
L'Autoroute Nord-Sud est le principal axe autoroutier algérien en direction du sud du pays, construit en parallèle à la N1. Il entre dans le projet de la route transsaharienne.
Elle démarre au niveau de l'échangeur n°44 de l'Autoroute Est-Ouest dans la wilaya de Blida, pour finir au niveau de l'Autoroute des Hauts Plateaux à hauteur de la nouvelle ville de Boughezoul, tout en croisant à mi-chemin la 4e Rocade d'Alger à Berrouaghia.
La traversée des gorges de la Chiffa par l'étroite route nationale 1, principal axe vers le grand sud algérien est devenue un calvaire. 
Une première esquisse du bureau d'étude espagnole Tec Quatro, comportant de nombreuses variantes est remise en 2008.
Le lot 1 de 52 km de profil 2x3 voies, compte 10 échangeurs, 53 viaducs dont un de 1135 m. à Benchicao et un tunnel de 5 km près d'El Hamdania.

## Travaux

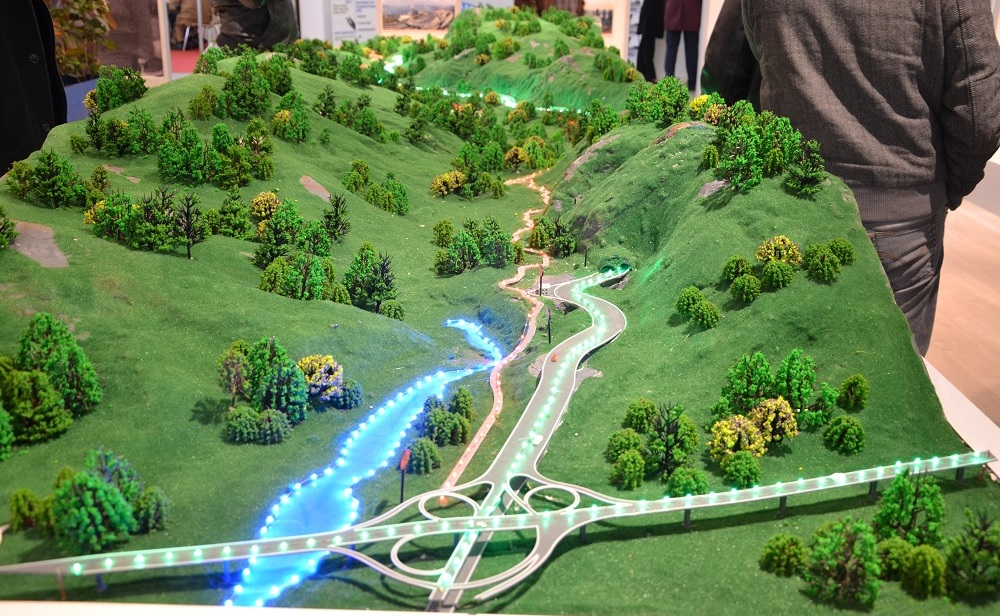
Maquette de l'autoroute

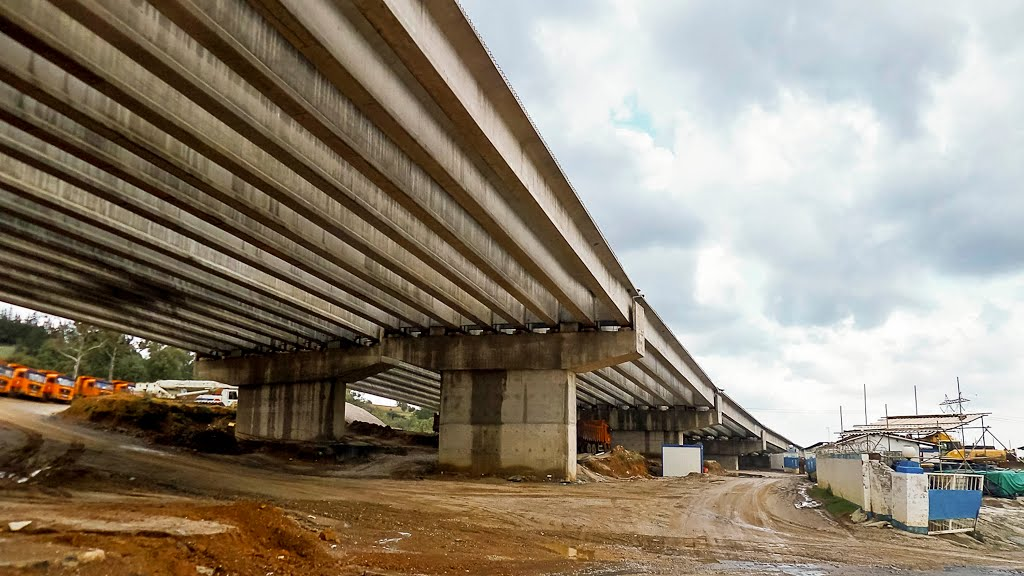
Sous l'échangeur de Sidi Madani

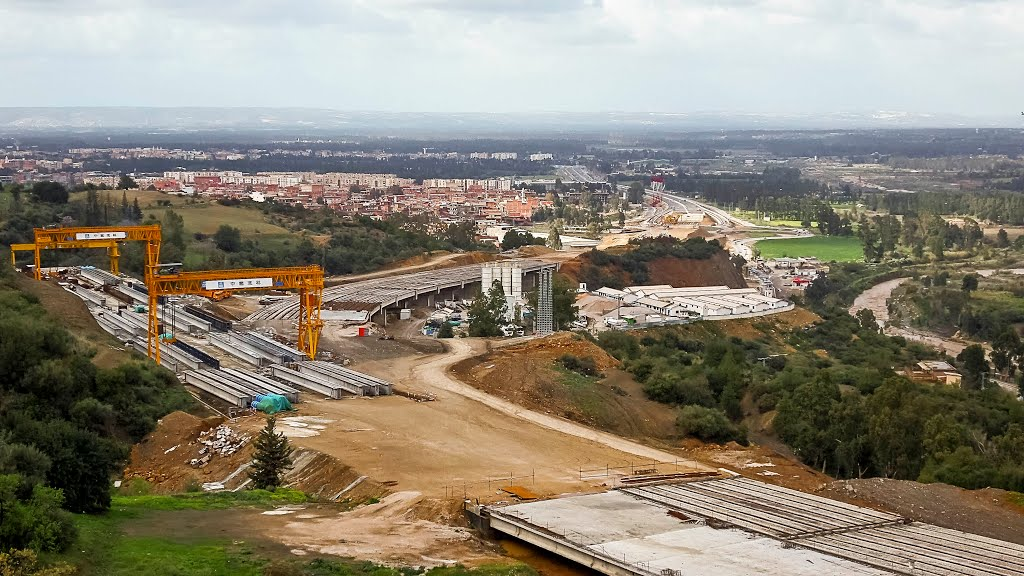
Vue des 4 premiers kilomètres de l'Autoroute

Alors qu'un contournement de la ville de Médéa a été réalisé dans les années 1990 et Ksar El Boukhari, le dédoublement et la réalisation d'évitements sont en cours par les entreprises algériennes Cosider et ETRHB Haddad entre Berrouaghia et Boughezoul depuis 2010.
C'est en avril 2012 qu'est attribué le lot principal de 37 km entre Chiffa et Berrouaghia au groupement formé par l'entreprise chinoise CSCEC et les algériennes ENGOA et SAPTA pour un montant de 85 milliards de DZD (800 millions d'€) et un délai de réalisation de 36 mois.
Les travaux du lot 1 de 52 km ont été lancés officiellement le 5 novembre 2012 par le ministre des Travaux publics Amar Ghoul.

## Sorties
- Échangeur entre A1 et  Rocade Nord d'Alger (km 0)
- Hussein Dey / El Magharia (km 1)
- Bachdjerrah - Haï-El-Badr (km 3,2)
- Échangeur entre A1 et  Rocade Sud d'Alger (km 4,5)
- Gué de Constantine (km 5,2)
- Gué de Constantine - Semmar (km 5,3)
- Échangeur entre A1 et  Radiale Baraki
- Baraki
- Échangeur entre A1 et N1
- Saoula
- Échangeur entre A1 et N38
- Baba Ali
- Échangeur entre A1 et A100
- Birtouta
- Échangeur entre A1 et A2
- 1334 Boufarik-Nord
- 1443 Boufarik-Ouest
- 1567 Beni Mered (Blida Nord-Est)
- 1687 Beni Tamou (Blida Nord)
- 1798 Blida (Centre-Ville)
- Échangeur entre A1 et A3
- Chiffa - Hai Sidi El Madani
- Tamesguida - Haouch Messaoudi
- Médéa-Nord
- Médéa-Est
- Ouzera
- Berrouaghia / Benchicao
- Berrouaghia-Nord
- Berrouaghia-Sud
- Seghouane-Nord
- Seghouane-Sud
- Moudjbar
- Moudjbar - Ouled Hamza
- Ksar El Boukhari / Boghar
- Ksar El Boukhari - Ouled Sahari
- Échangeur entre A1 et N1( Ksar El Boukhari-Sud)
- Échangeur entre A1 et N40 ( Boughezoul)